# Chikkaullarti, Challakere
Chikkaullarti là một làng thuộc tehsil Challakere, huyện Chitradurga, bang Karnataka, Ấn Độ.